# Olivella watermani
Olivella watermani är en snäckart som beskrevs av McGinty 1940. Olivella watermani ingår i släktet Olivella och familjen Olividae. Inga underarter finns listade i Catalogue of Life.